# زاکسنهایم
شهر زاکسنهایم (به آلمانی: Sachsenheim) در ایالت بادن-وورتمبرگ در کشور آلمان واقع شده‌است.